# Djursvik
Djursvik is een plaats in de gemeente Torsås in het landschap Småland en de provincie Kalmar län in Zweden. De plaats heeft 85 inwoners (2005) en een oppervlakte van 16 hectare. Djursvik ligt aan een baai van de Oostzee en wordt voor de rest begrensd door zowel landbouwgrond als bos, ook mondt er een rivier bij de plaats in de zee uit en liggen er verschillende eilandjes voor de plaats in de Oostzee. De stad Kalmar ligt zo'n dertig kilometer ten noorden van het dorp.